# Béatrix II de Bigorre
Béatrix II est une comtesse de Bigorre de 1129 à sa mort, survenue après le 7 février 1148. Elle était fille de Centulle II, comte de Bigorre.

## Biographie
Elle succède à son père vers 1129 et son mariage avec Pierre de Marsan permet l’union entre le comté de Bigorre et la vicomté de Marsan. Le 7 février 1148, elle est citée avec son mari et son fils dans un acte de donation d’une villa qu’ils font en faveur de l’Ordre du Temple.

## Mariages et enfants
Elle épouse Pierre († 1163), vicomte de Marsan, et a donné naissance à :
- Centulle III († 1178), comte de Bigorre et vicomte de Marsan.

## Annexe